# Костин, Александр Георгиевич
Алекса́ндр Гео́ргиевич Ко́стин (3 мая 1969, Черкесск, СССР) — советский и российский футболист, полузащитник.

## Карьера
Начал играть в футбол в 1984 году в юношеской команде ставропольской школы-интерната спортивного профиля. С 1985 по 1986 год был в дублирующем составе «Динамо». В 1986 выступал за черкесский «Нарт» во второй лиге. В 1987 вернулся в «Динамо», которое играло в первой лиге. За два сезона Костин провёл 61 матч и забил 1 гол. В 1989 был приглашён в московское «Динамо». В чемпионате СССР дебютировал 9 апреля во встрече с киевскими одноклубниками, выйдя на замену Виктору Лосеву на 60-й минуте. После возвращения в Ставрополь отыграл ещё два сезона в первой лиге, а затем половину сезона-1992 в высшей лиге России. В мае перешёл в «Балтику», а затем по одному году провёл в «Спартаке» Владикавказ, «Спартаке» Нальчик и финской команде «Ильвес». Завершил карьеру в 1998 году в нальчикском «Спартаке».